# Kemp Island
Kemp Island ist eine 1 km lange Insel im Südatlantik. Sie ist die größte Insel der Westgruppe der Clerke Rocks und ein beliebtes Brutgebiet antarktischer Meeresvögel. In ihrem Zentrum ragt ein 244 m hoher Berg mit Doppelgipfel auf.
Das UK Antarctic Place-Names Committee benannte die Insel 2009. Namensgeber ist der Arthur Kemp, Erster Offizier an Bord der Adventure bei der zweiten Südseereise (1772–1775) des britischen Seefahrers James Cook, bei der 1775 die Clerke Rocks entdeckt wurden.